# پادشاهی تراژیک
«پادشاهی تراژیک» (به انگلیسی: Tragic Kingdom) آلبومی از گروه موسیقی موسیقی راک نو داوت است که در ۱۰ اکتبر ۱۹۹۵ منتشر شد. این آلبوم بسیار موفق بود در چارت‌های زیادی یک شد یا جزو ده آلبوم اول قرار گرفت و ترانه‌های محبوبی همچون حرف نزن از آن مانده‌است.